# Honduras nos Jogos Pan-Americanos de 2007
Honduras competiu nos Jogos Pan-Americanos de 2007 no Rio de Janeiro, no Brasil. A delegação do país contou com a participação de 60 atletas em 12 esportes, e conquistou uma única medalha com David Mendoza no levantamento de peso.

## Medalhas

### Bronze
Levantamento de peso - até 62 kg masculino
- David Mendoza

## Desempenho

### Futebol
Masculino
- Fase de grupos
  - Derrota para o BRA Brasil, 0-3
  - Derrota para o ECU Equador, 2-3
  - Vitória sobre a CRC Costa Rica, 2-1 → não avançou as semifinais

### Levantamento de peso
Até 62 kg masculino
- David Mendoza - 235 kg →  Bronze